# تامی وارن
تامی وارن (انگلیسی: Tony Warren؛ ۸ ژوئیهٔ ۱۹۳۶ – ۱ مارس ۲۰۱۶) فیلم‌نامه‌نویس اهل بریتانیا بود.
از فیلم‌ها یا مجموعه‌های تلویزیونی که وی در آن‌ها نقش داشته‌است می‌توان به خیابان کورونیشن اشاره نمود.